# Prometazyna
Prometazyna – organiczny związek chemiczny, pochodna fenotiazyny o silnym działaniu uspokajającym i przeciwwymiotnym.
Należy do najstarszej grupy leków przeciwhistaminowych (nieselektywny silny antagonista receptora H1 będący jednym z pierwszych leków I generacji). Wykazuje również właściwości antagonistyczne wobec receptora H2, a także działa umiarkowanie cholinolitycznie (receptory M1, M2, M3, M4, M5), odznacza się działaniem dopaminolitycznym (receptor D2), adrenolitycznym (receptor α1) i antyserotoninowym (receptor 5-HT2A). Jest też inhibitorem kalmoduliny.
Ponadto wykazuje synergizm m.in. z lekami przeciwbólowymi, wzmacniając i wydłużając ich efekt terapeutyczny.

## Zastosowanie
Zastosowanie prometazyny:
- stany alergiczne i świąd
- tłumienie odruchu kaszlowego, zwłaszcza po zabiegach operacyjnych
- jako środek uspokajający i nasenny
- działa przeciwwymiotnie (stosowana w związku z zastosowanym znieczuleniem do operacji chirurgicznych)
- choroba lokomocyjna
- nudności i zawroty głowy
- alergiczne zapalenie krtani

## Działania niepożądane
Działania niepożądane to m.in.: senność, zaburzenia orientacji, zawroty i bóle głowy, niewyraźne widzenie, ataksja i osłabienie mięśniowe, objawy pozapiramidowe, zaburzenia pracy serca, zatrzymanie moczu.
Lek może upośledzać sprawność psychofizyczną, dlatego też nie należy prowadzić pojazdów mechanicznych ani wykonywać czynności precyzyjnych w trakcie stosowania preparatu.

## Preparaty
Preparaty dostępne w Polsce (2021): Polfergan (syrop), Diphergan (drażetki, syrop).